# Jon Whiteley
Jon Whiteley (n. 19 februarie 1945, Monymusk⁠(d), Aberdeenshire, Scoția, Regatul Unit – d. 16 mai 2020) a fost un copil actor de film și istoric de artă britanic. Printre cele mai cunoscute filme ale sale se numără Hoți de copii (1953), Moonfleet (1955) și Grădinarul spaniol (1956).

## Biografie
Jon Whiteley s-a născut în Monymusk în 1945, fiul unui director de școală primară. La o vârstă fragedă a fost pe scenă în teatrul școlii și în 1951 i-a atras atenția, printre alții, a lui Julian Wintle, producătorul de film A Child Was Witness, care i-a făcut debutul în film.
Deși părinții lui Whiteley au fost exigenți și au vrut inițial să-și vadă fiul jucând ca actor în fața camerei o singură dată, i-au permis băiatului totuși să participe la producții de film ulterioare. Așa s-a întâmplat că Whiteley i s-a permis să apară în fața camerei în Hoți de copii în 1953 și pentru care i s-a acordat Premiul Juvenil al Academiei în 1955, un premiu care poate fi echivalat cu Oscarul. În film a jucat Whiteley alături de Vincent Winter, care a câștigat și el Premiul Juvenil, rolul fratelui care descoperă și are grijă de un copil găsit. Whiteley a apărut în fața camerei pentru cinci filme până în 1956, inclusiv pentru filmul de aventura istorică a lui Fritz Lang, Moonfleet. Apoi a jucat roluri de invitat în două seriale de televiziune, dar în cele din urmă a părăsit actoria și s-a concentrat în întregime pe educația sa școlară.
A urmat cursurile Universității Oxford, unde a studiat istoria artei și și-a luat doctoratul în 1972 cu teza „Renașterea în pictură a temelor inspirate de antichitate în Franța de la mijlocul secolului al XIX-lea”. A lucrat ca curator și profesor la Muzeul Ashmolean din Oxford timp de un total de 38 de ani și a fost, de asemenea, membru al St Cross College, Oxford. Whiteley a fost căsătorit cu istoricul de artă Linda Whiteley și cuplul a avut doi copii. 
În 2009 a fost distins cu Ordre des Arts et des Lettres francez.

## Filmografie selectivă
- 1952 Hunted (Hunted), regia Charles Crichton
- 1953 Hoți de copii (The Kidnappers), regia Philip Leacock
- 1955 Moonfleet (Moonfleet), regia Fritz Lang
- 1956 Im Schatten der Angst (The Weapon), regia Val Guest
- 1956 Grădinarul spaniol (The Spanish Gardener), regia Philip Leacock
- 1957 Aventurile lui Robin Hood (The Adventures of Robin Hood; serial TV, un episod)
- 1966 Jericho (serial TV, un episod)